# Avia Motors

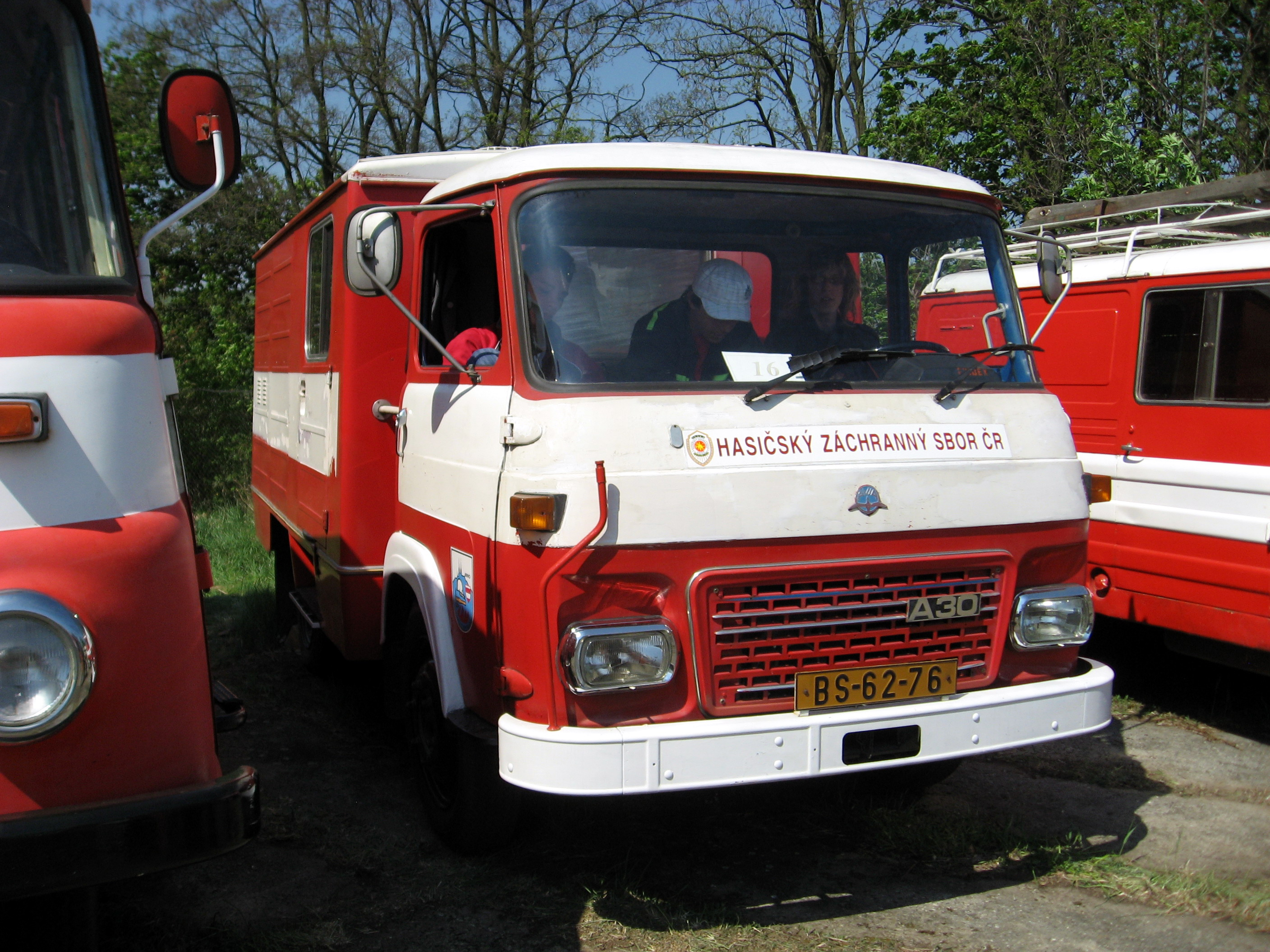
Avia A30

Avia Motors s.r.o. is een Tsjechische vrachtautofabrikant.

## Geschiedenis
In 1919 werd Avia als vliegtuigreparatiewerkplaats opgericht, gevestigd op het terrein van een voormalige suikerfabriek in Praag-Vysočany.
In 1946 begon Avia met de productie van vrachtauto- en autobusmodellen. In 1967 kocht Avia de licentierechten voor de bouw van lichte vrachtwagens van Saviem (A15, A20, A30). In 1983 werd de doorontwikkelde serie A21/A31 voorgesteld. In 1992 werd de vrachtautodivisie onder de naam Avia a.s. losgekoppeld van de vliegtuigdivisie.
In 1995 kocht het Koreaanse concern Daewoo de meerderheid van Avia, in 1996 volgde de naamswijziging in Daewoo-Avia. In 1997 werd de nieuwe serie A60/A75/A80 voorgesteld en in 2000 de compleet nieuw ontwikkelde serie D-Line. Van 1997 tot 1999 werd bij Avia ook de Daewoo Lublin II geassembleerd, een model van Daewoo Motor Polska.
Vanwege financiële moeilijkheden deed het moederconcern Daewoo in 2005 afstand van Daewoo-Avia. Daarna ging de vrachtwagendivisie weer verder onder de naam Avia a.s. tot in 2006 de Indiase vrachtautofabrikant Ashok Leyland, dat een groot potentieel voor het merk Avia op de Europese markt zag, een belang in AVIA a.s. nam.
De fabriek in Praag-Letňany bleef daardoor bestaan en zou uitgebreid worden. Het bedrijf ging sindsdien verder onder de naam Avia Ashok Leyland Motors. Eind 2012 had Avia 227 werknemers en produceerde in 2012 in totaal 1003 voertuigen. Omdat het ondanks de gestegen omzet niet lukte uit de rode cijfers te komen, werd de productie in Tsjechië eind juli 2013 gestaakt en voortgezet op andere locaties van Ashok Leyland.
In 2016 werd Avia verkocht aan de Czechoslovak Group, die ook eigenaar is van Tatra. 

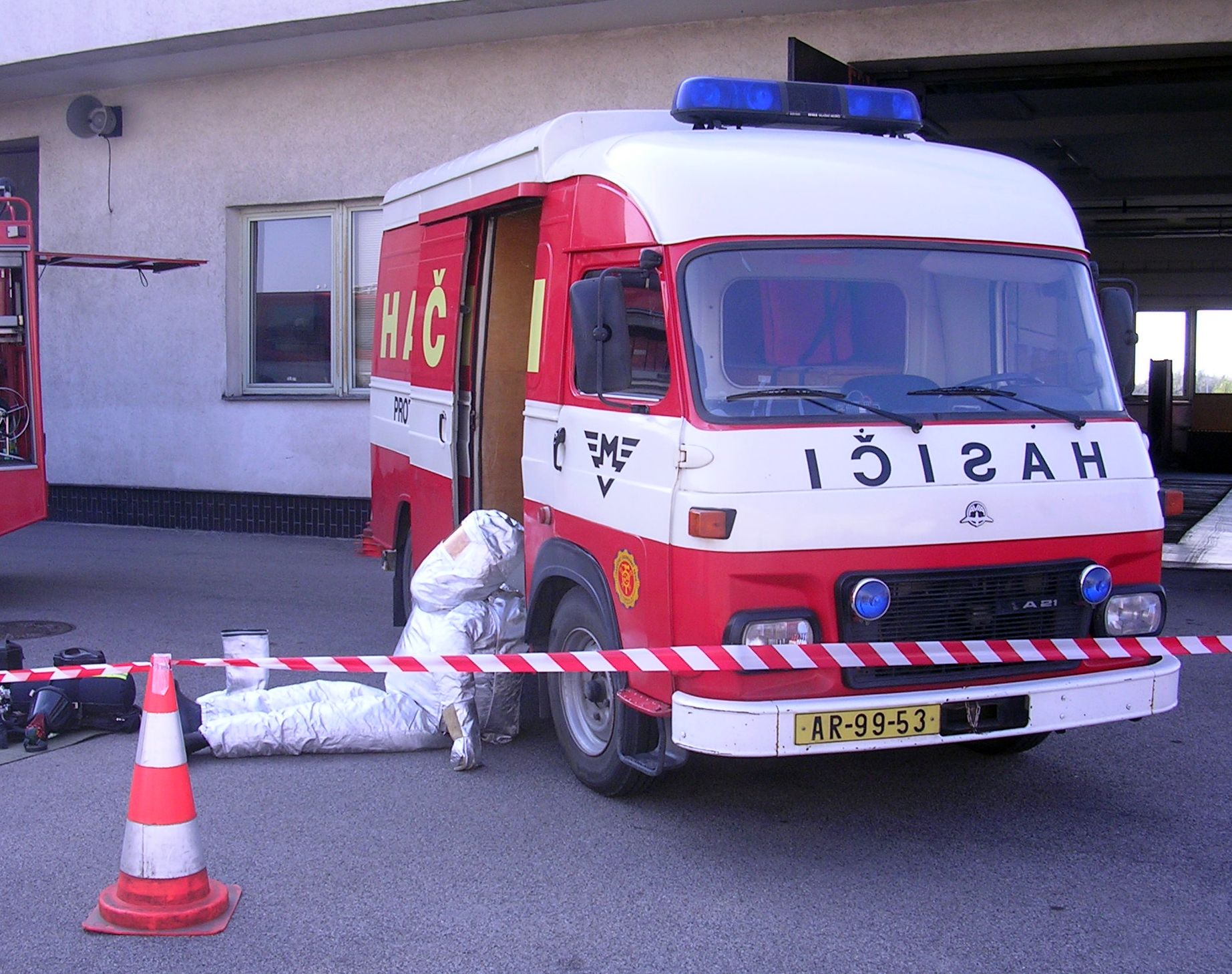
Avia A21
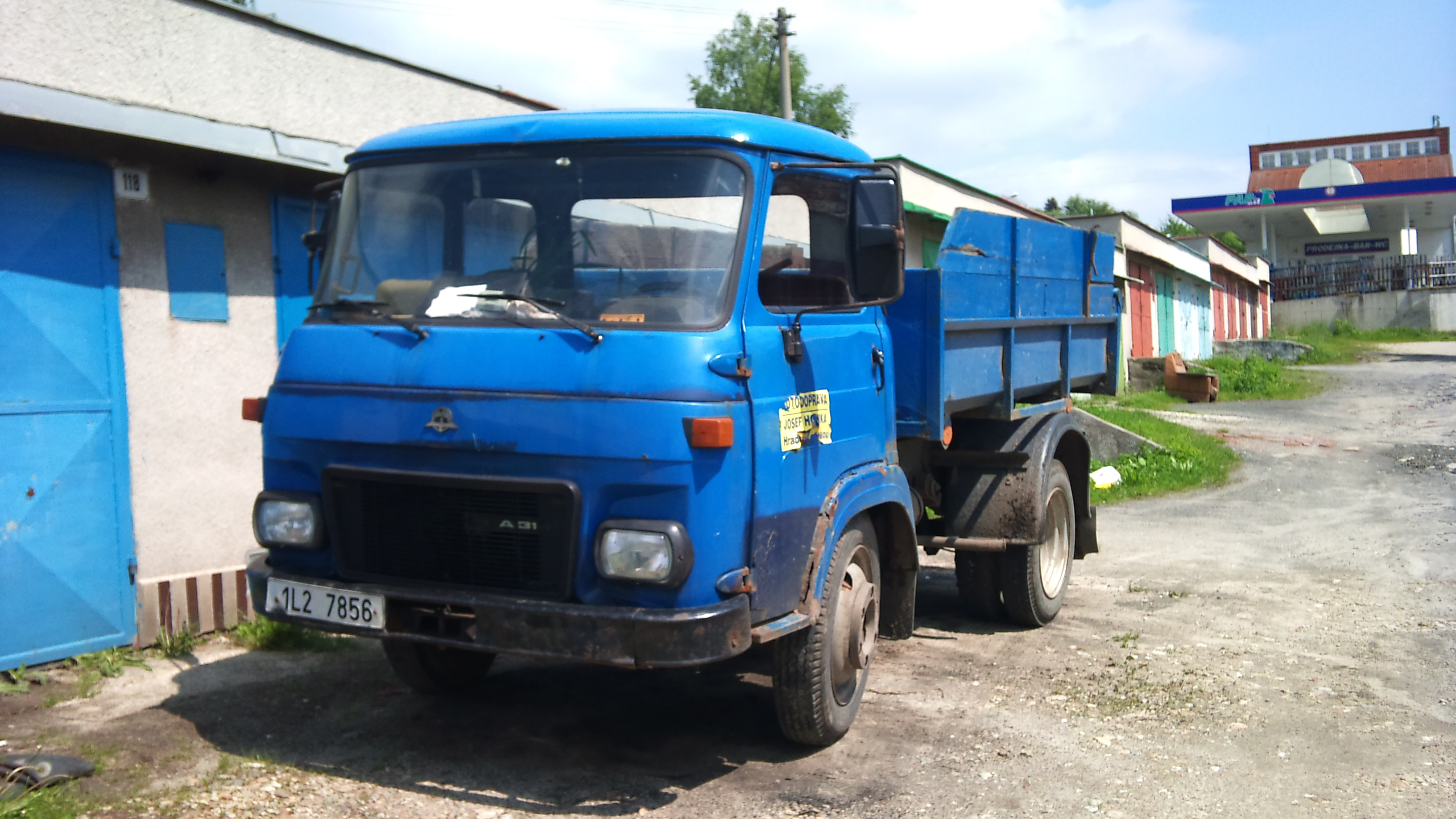
Avia A31
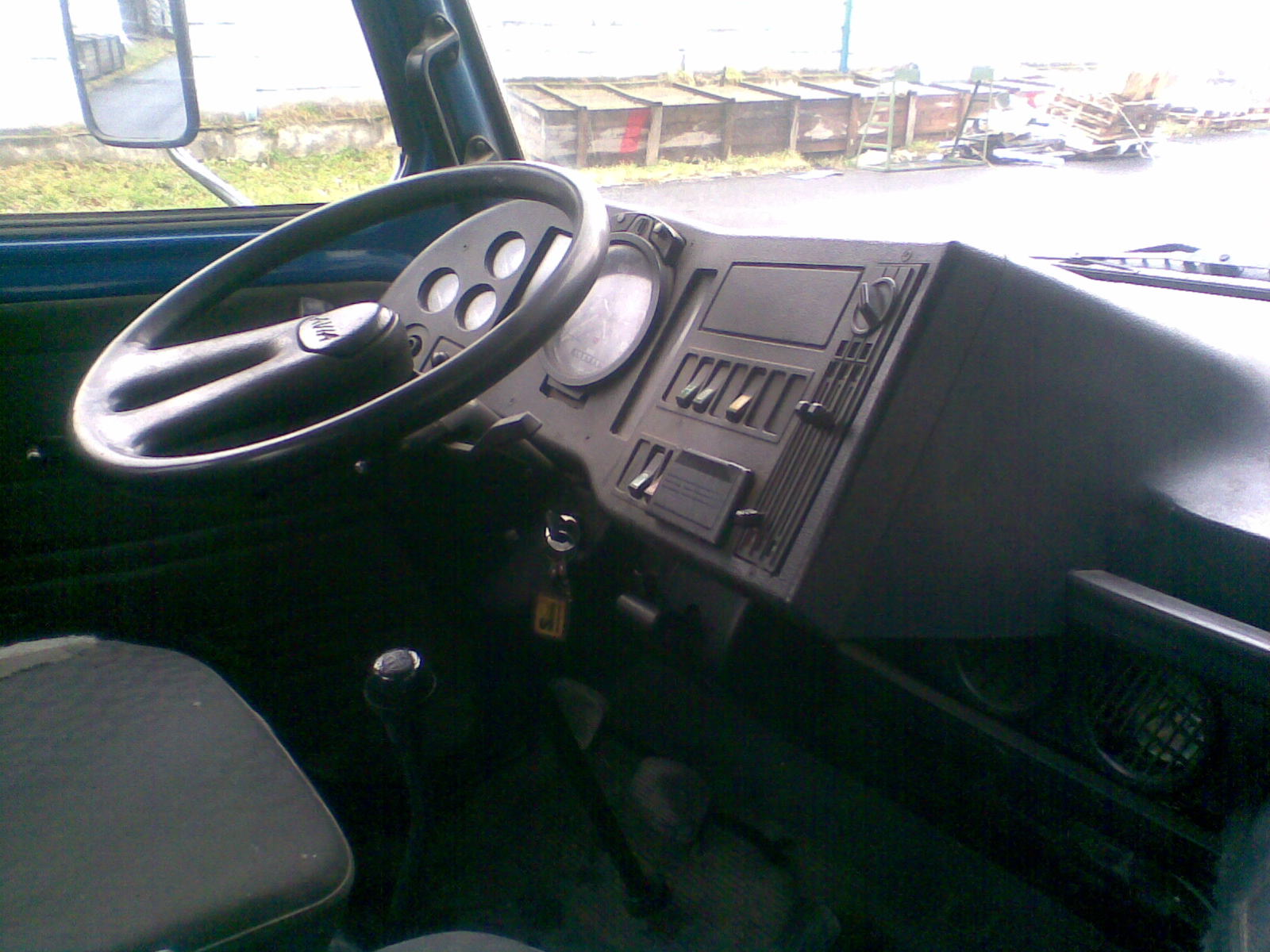
Avia A31 (interieur)
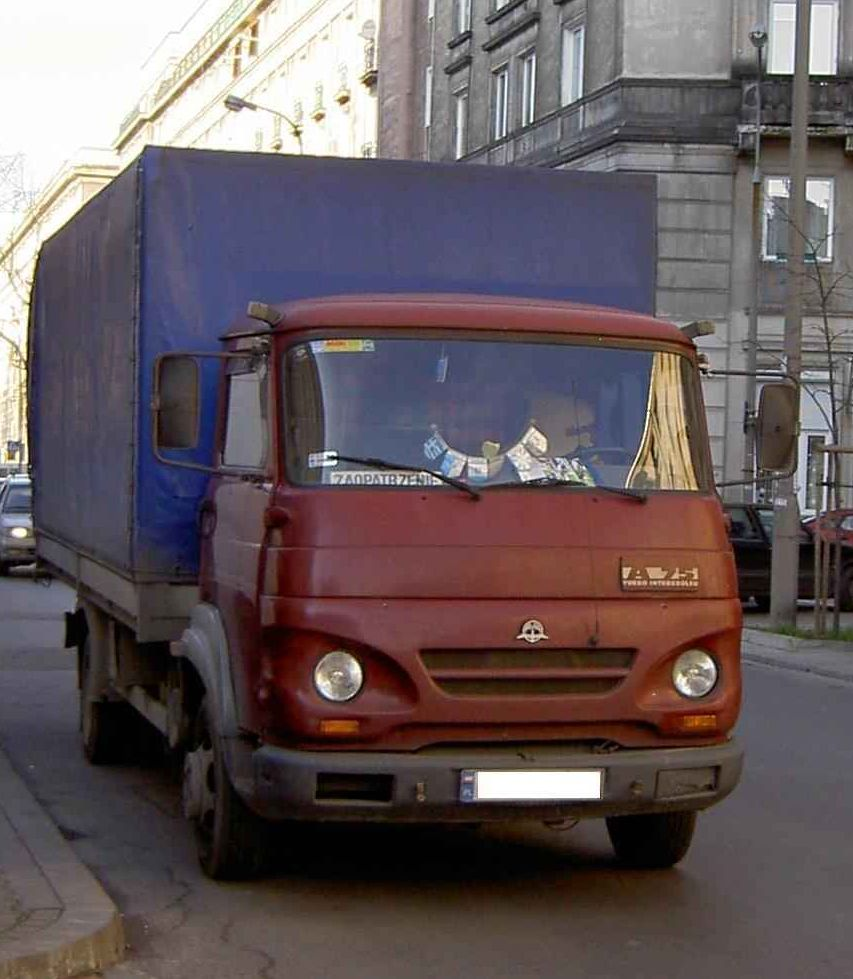
Avia A75
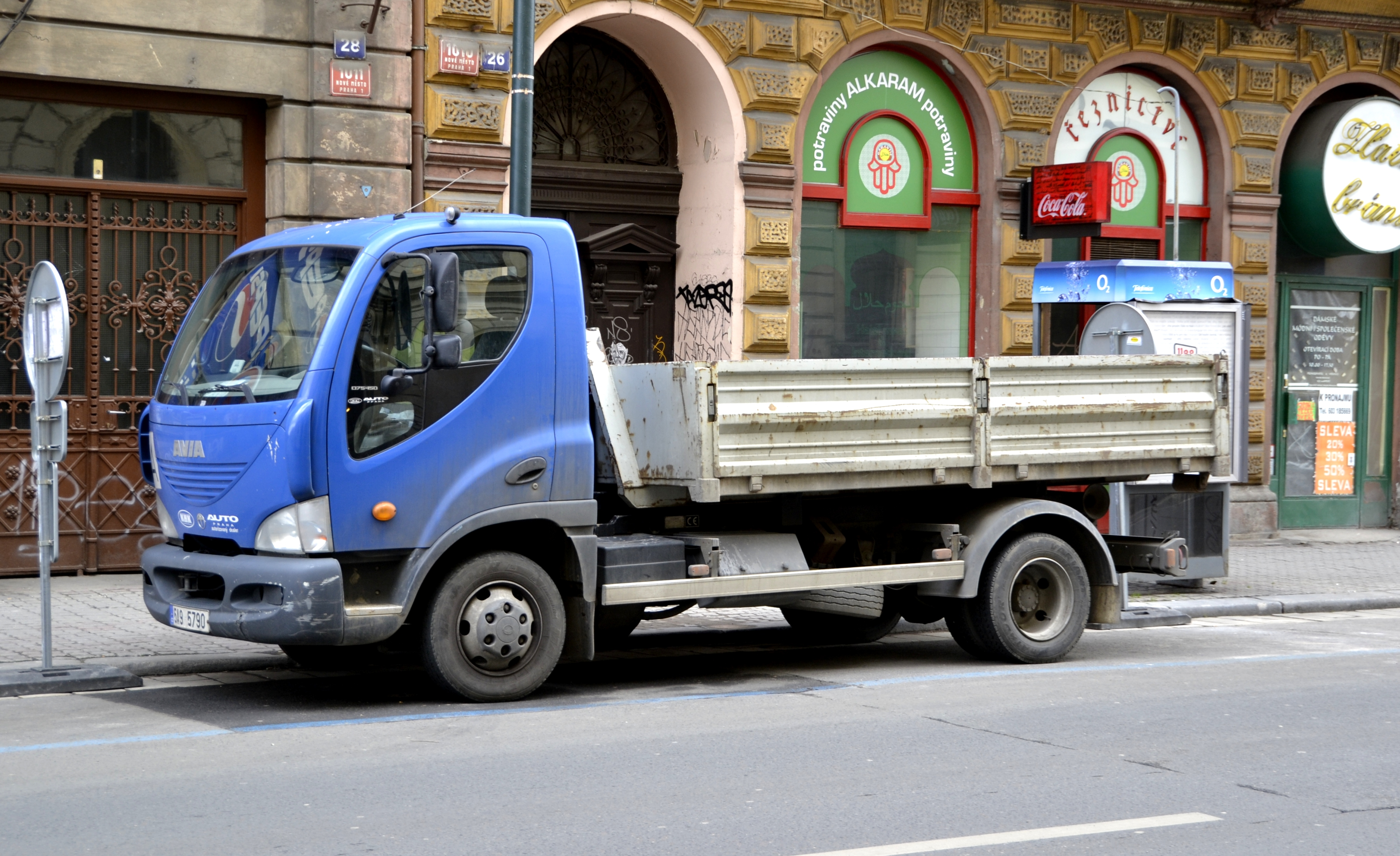
Avia D75-150
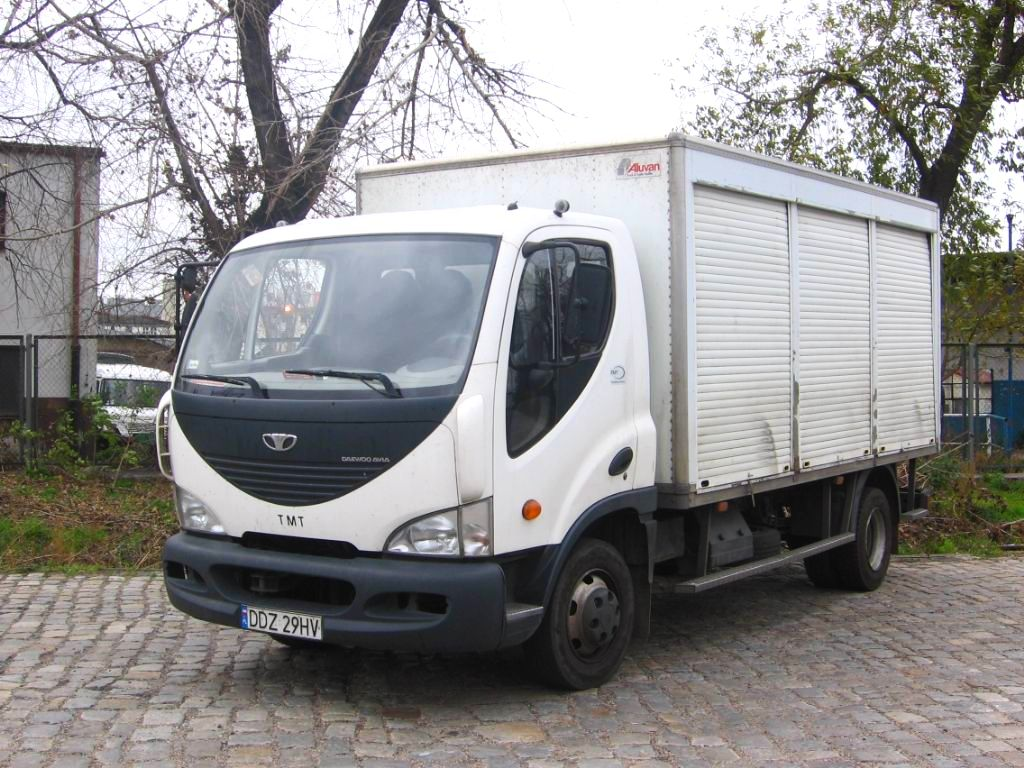
Daewoo-Avia D90